# Монастырка (Томская область)
Монасты́рка — село в Шегарском районе Томской области, административный центр Северного сельского поселения.

## География
Село расположено на правом берегу реки Шегарка, слева от автодороги Мельниково — Бакчар.

## История
Основано в 1626 году. В 1926 году село Монастырское состояло из 257 хозяйств, основное население — русские. Центр Монастырского сельсовета Кривошеинского района Томского округа Сибирского края.

## Население
| 1926 | 2002 | 2010 | 2012 | 2013 | 2014 | 2015 |
| ---- | ---- | ---- | ---- | ---- | ---- | ---- |
| 1269 | ↘677 | ↘584 | ↘571 | ↘570 | ↗575 | ↘565 |
| 2021 |      |      |      |      |      |      |
| ↘528 |      |      |      |      |      |      |

## Инфраструктура
Рукоделие — гильоширование. Лесозаготовка и обработка древесины (пилорамы).
Средняя школа, фельдшерско-акушерский пункт, дом культуры, отделение связи, магазины.
Улицы: Гусевская, Кедровая, Лесная, Советская, Набережная, Кооперативная, Школьная, Совхозная, Молодёжная, Рабочая и Тверская. Переулок Школьный. Почтовый индекс — 636156.